# 旧弗雷内
旧弗雷内（法語：Fresney-le-Vieux，法語發音：[fʁɛnɛ lə vjø] ⓘ）是法国卡尔瓦多斯省的一个市镇，属于卡昂区。

## 地理
旧弗雷内（49°0'16"N, 0°23'15"W）面积2.48 平方千米，位于法国诺曼底大区卡爾瓦多斯省，该省份为法国西北部沿海省份，北濒大西洋英吉利海峡，东北与滨海塞纳省以海上边界相接，东临厄尔省，南至奧恩省，西与芒什省接壤。
与旧弗雷内接壤的市镇（或旧市镇、城区）包括：巴尔伯里、埃潘、穆利讷、圣洛朗德孔代勒、塞尼莱苏尔斯。

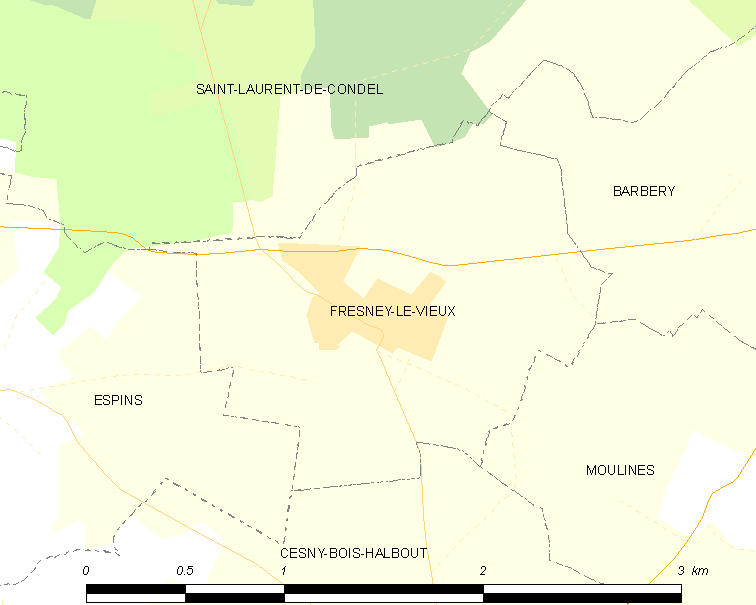
旧弗雷内的OSM定位图

旧弗雷内的时区为UTC+01:00、UTC+02:00（夏令时）。

## 行政
旧弗雷内的邮政编码为14220，INSEE市镇编码为14291。

## 政治
旧弗雷内所属的省级选区为勒奥姆县。

## 人口

1962-2008年间旧弗雷内人口变化图示

旧弗雷内于2022年1月1日时的人口数量为324人。